# Норт-Даун (район)
Норт-Даун (англ. North Down Borough Council) — район, существовавший до 1 апреля 2015 года в Северной Ирландии в графстве Даун.
В 2011 году планировалось объединить район с районом Ардс, однако в июне 2010 года Кабинет министров Северной Ирландии сообщил, что не может согласиться с реформой местного самоуправления и существующая система районов останется прежней в обозримом будущем.
С 1 апреля 2015 года объединен с районом Ардс в район Ардс-энд-Норт-Даун.